# Neogressittia wilhehnensis
Neogressittia wilhehnensis es una especie de coleóptero de la familia Cantharidae.

## Distribución geográfica
Habita en Papúa Nueva Guinea.